# Andreas Gursky
Andreas Gursky (* 15. ledna 1955 Lipsko) je německý fotograf.

## Životopis
Narodil se jako jediný syn úspěšného komerčního fotografa. Přes otcovu snahu vychovat ze syna svého následovatele se Andreas Gursky v roce 1978 přihlásil na Folkwangschule v Essenu, kde se pod vedením Otta Steinerta a Michaela Schmidta učil tradiční techniku dokumentární fotografie. V roce 1985 nastoupil k Berndovi Becherovi na Akademii umění v Düsseldorfu, která byla v té době centrem německé avantgardy (kromě Gurského a Bechera zde působili či studovali například Sigmar Polke, Joseph Beuys, Gerhard Richter, Candida Höferová, Alex Hutte atd.). V průběhu tohoto dvouletého studia se právě díky vlivu Bernda a Hilly Becherových jeho tvorba uchýlila ke konceptu a minimalismu. Od konce 80. let až do současnosti jsou pořádány výstavy jeho fotografií ve významných galeriích po celém světě. Kromě řady cen za vyhrané fotografické soutěže se může pyšnit 3. nejdražší prodanou fotografií žijícího autora na světě. V roce 2007 bylo jeho dílo 99 cent II Diptychon vydraženo za víc než 3 miliony dolarů.

## Charakteristika jeho umění
Gurskyho fotografie jsou velké, plné barev, detailů a netradičních pohledů na objekt a prostor jako takový. Jeho tvorba se zabývá obřími exteriéry a interiéry, člověkem jako součástí masové konzumní společnosti, sociálním pohledem na high-tech architekturu, ale také netradičními přírodními scenériemi.

## Vybrané výstavy
- 1989 Museum Haus Lange, Krefeld; Centre Genevois de Gravure Contemporaine, Ženeva, Švýcarsko
- 1992 Kunsthalle Zürich, Švýcarsko
- 1994 Deichtorhallen, Hamburg, Německo; De Appel Foundation, Amsterdam, Holandsko; Kunstmuseum Wolfsburg Německo
- 1995 Portikus Frankfurt, Německo; Rooseum, Malmö, Švédsko; Tate Gallery Liverpool
- 1998 Kunsthalle Düsseldorf, Německo; Kunstmuseum Wolfsburg, Německo; Fotomuseum Winterthur, Švýcarsko; Milwaukee Art Museum, Milwaukee, USA; Museum of Contemporary Arts, Houston, USA
- 1999 Scottish National Gallery of Modern Art, Edinburgh, Skotsko; Castello di Rivoli, Turín, Itálie
- 2000 Sprengel Museum, Hannover, Německo; Galerie für Zeitgenössische Kunst, Lipsko, Německo; Busch-Reisinger Museum, Harvard University, Cambridge, USA
- 2001 Museum of Modern Art, New York, USA; Museum of Contemporary Art, Chicago, USA; Centro de Arte Reina Sofia, Madrid, Španělsko; Centre Georges Pompidou, Paříž, Francie;
- 2003 San Francisco Museum of Modern Art, San Francisco, USA
- 2005 Kunstmuseum Wolfsburg Německo; Fundacion Juan March, Madrid, Španělsko
- 2007 Haus der Kunst München, Německo

## Práce (výběr)
- „Paris, Montparnasse“, 1993, 186 x 357 cm
- „Cibachrome“, 1997, 186 x 239 cm
- „Brasilia“ und „Plenarsaal I“ C-Print, 1994, 120,5 x 163,8 cm
- „Untitled IV (Prada I)“ 1996, 135 x 226 cm
- „Bahrain I“ 2005, 306 x 221,5 cm (C-Print ©A.Gursky/VG Bild-Kunst, Courtesy Monika Sprüth/Philomene Magers)
- „Kuwait Stock Exchange“ 2007, 295 x 222 cm
- „Pyongyang I“ 2007, 307 x 215,5 cm (C-Print ©A.Gursky/VG Bild-Kunst, Courtesy Monika Sprüth/Philomene Magers)
- „James Bond Islands III“ 2007, 307 x 223,3 cm (C-Print ©A.Gursky/VG Bild-Kunst, Courtesy Monika Sprüth/Philomene Magers)
- „Dubai World I, II“
- „F1 Boxenstopp IV“ 2007, 222,4 x 608 cm (C-Print ©A.Gursky)

## Ceny
- 2008 – Kaiserring der Stadt Goslar
- 2003 – Wilhelm-Loth-Preis, Darmstadt
- 1998 – Photographie-Preis der Citibank Private Bank
- 1991 – Renata-Preis
- 1989 – 1. Deutscher Photopreis der Landesgirokasse Stuttgart